# Luis Cardozo
Luis Carlos Cardozo Espillaga (Asunción, 10 ottobre 1988) è un calciatore paraguaiano, difensore del Deportivo Recoleta.

## Carriera

### Club
Comincia la sua carriera professionistica nel 2007, in cui debutta nel Cerro Porteño.

### Nazionale
Nel 2011 debutta con la nazionale paraguaiana.